# In the Lonely Hour
In the Lonely Hour — перший студійний альбом британського виконавця Сема Сміта.

У Великій Британії реліз відбувся 26 травня 2014 року за підтримки Capitol UK та Method Records. У США альбом вийшов 17 червня 2014 року на Capitol Records America.

## Треклист
| Standard edition | Standard edition       | Standard edition                                            | Standard edition                  | Standard edition |
| #                | Назва                  | Автор                                                       | Продюсеры                         | Тривалість       |
| ---------------- | ---------------------- | ----------------------------------------------------------- | --------------------------------- | ---------------- |
| 1.               | «Money on My Mind»     | Sam Smith Ben Ash                                           | Two Inch Punch                    | 3:12             |
| 2.               | «Good Thing»           | S. Smith Francis White [en]                                 | Eg White                          | 3:21             |
| 3.               | «Stay with Me»         | S. Smith James Napier William Phillips Tom Petty Jeff Lynne | Jimmy Napes Steve Fitzmaurice [a] | 2:52             |
| 4.               | «Leave Your Lover»     | S. Smith Simon Aldred                                       | Napes Fitzmaurice                 | 3:08             |
| 5.               | «I'm Not the Only One» | S. Smith Napier                                             | Napes Fitzmaurice                 | 3:59             |
| 6.               | «I've Told You Now»    | S. Smith White                                              | White Napes Fitzmaurice           | 3:30             |
| 7.               | «Like I Can»           | S. Smith Matt Prime                                         | Napes Fitzmaurice Mojam [a]       | 2:47             |
| 8.               | «Life Support»         | S. Smith Ash                                                | Two Inch Punch                    | 2:53             |
| 9.               | «Not in That Way»      | S. Smith Fraser T Smith                                     | Fraser T Smith                    | 2:52             |
| 10.              | «Lay Me Down»          | S. Smith Napier Elvin Smith                                 | Napes Fitzmaurice                 | 4:13             |

| Deluxe edition bonus tracks | Deluxe edition bonus tracks | Deluxe edition bonus tracks |
| #                           | Назва                       | Тривалість                  |
| --------------------------- | --------------------------- | --------------------------- |

## Сертифікації
| Регіон                                                                                              | Сертифікація  | Продажу   |
| --------------------------------------------------------------------------------------------------- | ------------- | --------- |
| Австралія (ARIA)                                                                                    | 2× Платиновий | 140 000^  |
| Австрія (IFPI Austria)                                                                              | Золотий       | 15 000*   |
| Бразилія (ABPD)                                                                                     | Золотий       | 20 000*   |
| Канада (Music Canada)                                                                               | 2× Платиновий | 160,000   |
| Colombia (ASINCOL)                                                                                  | Золотий       | 10,000    |
| Данія (IFPI Denmark)                                                                                | Золотий       | 0^        |
| Мексика (AMPROFON)                                                                                  | Золотий       | 30 000^   |
| Нова Зеландія (RMNZ)                                                                                | 2× Платиновий | 30 000^   |
| Нідерланди (NVPI)                                                                                   | Золотий       | 25 000^   |
| Польща (ZPAV)                                                                                       | Платиновий    | 20 000*   |
| Швеція (GLF)                                                                                        | Платиновий    | 40 000^   |
| Велика Британія (BPI)                                                                               | 5× Платиновий | 1,600,000 |
| США (RIAA)                                                                                          | Платиновий    | 1,340,000 |
| *дані про продажі засновані тільки на сертифікації^дані про партії засновані тільки на сертифікації |               |           |

## Тур
Тур в підтримку альбому був оголошений у жовтні 2014 року, з датами концертів у Північній Америці, Європі, Азії та Океанії. Почався тур 9 січня 2015 року з виступу в місті Атланта і завершився 12 грудня 2015 року в Брисбені. Тур зібрав 26,3 мільйона доларів з 62 концертів та з 490 854 проданих квитків.